# Renata Voráčová

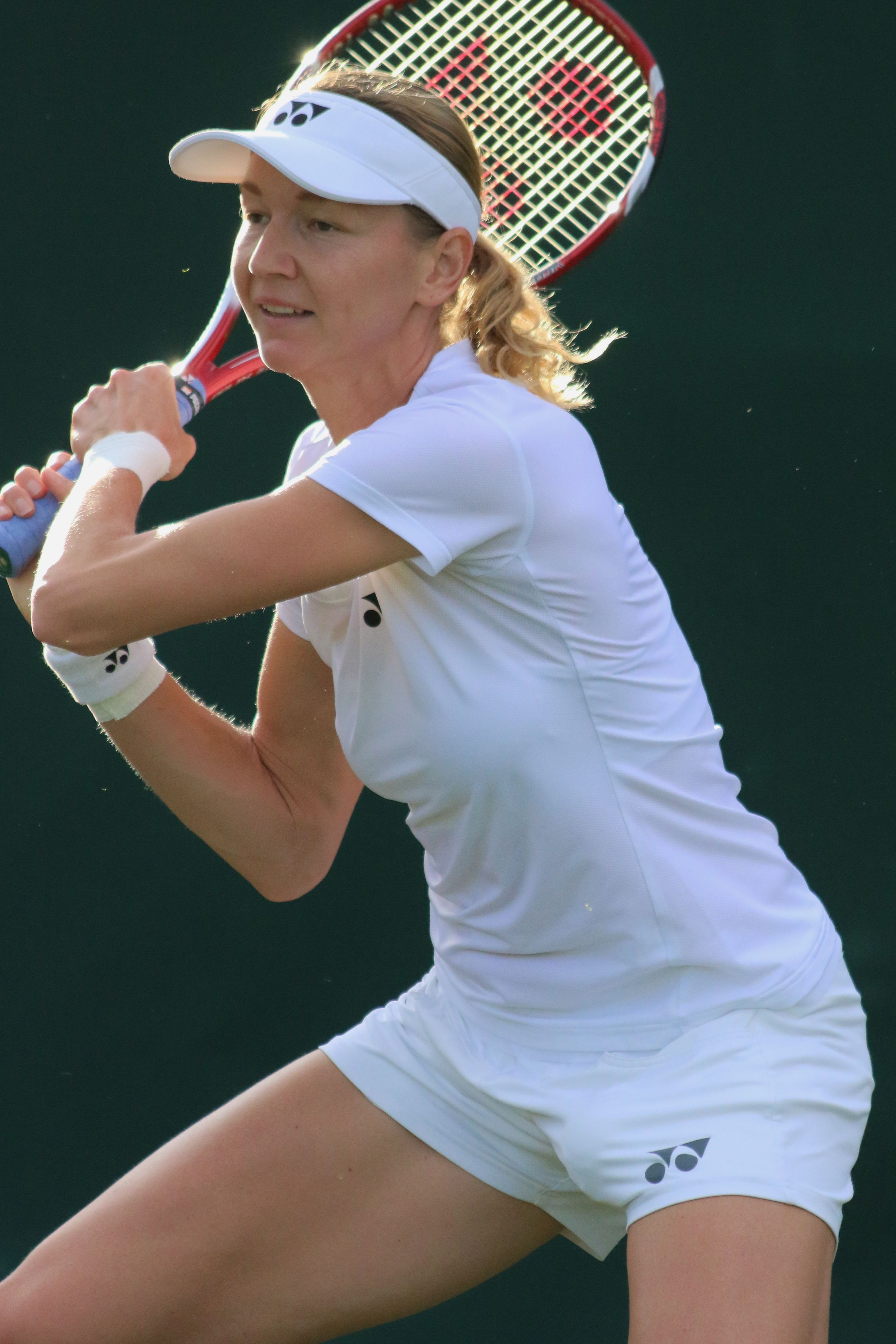
Voráčová ve Wimbledonu 2016

Renata Voráčová (* 6. října 1983 Gottwaldov) je česká profesionální tenistka. Ve své dosavadní kariéře vyhrála na okruhu WTA Tour jedenáct turnajů ve čtyřhře. K nim přidala tři deblové trofeje v sérii WTA 125. V rámci okruhu ITF získala patnáct titulů ve dvouhře a padesát devět ve čtyřhře. V roce 2010 se stala halovou mistryní České republiky ve dvouhře žen. Domovským klubem je TK Precolor Plus Přerov.
Na žebříčku WTA byla ve dvouhře nejvýše klasifikována v říjnu 2010 na 74. místě a ve čtyřhře pak v srpnu 2017 na 29. místě. Trénuje ji Libor Šubert.
Na světovém juniorském žebříčku ITF byla nejvýše hodnocena na 4. místě ve dvouhře a 3. příčce ve čtyřhře. Spolu s Petrou Cetkovskou vyhrála juniorskou čtyřhru na pařížském grandslamu French Open 2001.

## Tenisová kariéra

### 2006–2010
S tenisem začínala v sedmi letech. Do poloviny sezóny 2012 dosáhla v rámci okruhu ITF na čtyřicet jedna titulů ve čtyřhře a jedenáct ve dvouhře. Nejvýznamnější vítězný turnaj ve dvouhře představuje italský Biella Challenger s dotací 100 000 dolarů, konaný v sezóně 2010, kde ve finále porazila Češku Zuzanu Ondráškovou.
Premiérový titul na okruhu WTA Tour přišel na thajském Pattaya Women's Open, kde byla její spoluhráčkou Irka Kelly Ligganová. Další výhry již získala s českými partnerkami. Čtyři tituly zaznamenala ve dvojici s Lucii Hradeckou, když triumfovaly na portorožském Banka Koper Slovenia Open dvakrát za sebou v letech 2006 a 2007, podruhé po finálové výhře nad Jelenou Lichovcevovou a Andrejou Klepačovou. Spolu se také probojovaly v roce 2006 do finále Budapest Grand Prix, kde nestačily na nizozemsko-slovenskou dvojici Michaëlla Krajiceková a Janette Husárová ve třech setech. Další titul přišel v červenci 2007 na alpském Gastein Ladies hraném v Bad Gasteinu. V boji o titul zde přehrály pár Vladimíra Uhlířová a Ágnes Szávayová.
Na Istanbul Cupu 2009 si s Hradeckou připsaly finálovou výhru nad německo-rakouskou dvojicí Julia Görgesová a Patty Schnyderová. Další rakouský titul zaznamenala s krajankou Barborou Záhlavovou-Strýcovou, když triumfovaly na Generali Ladies Linz 2010. V posledním utkání turnaje na jejich raketách skončil favorizovaný česko-slovinský pár Květa Peschkeová a Katarina Srebotniková, který se v následujícím roce stal nejlepší ženskou dvojicí světa.

### Od sezóny 2011
Se Záhlavovou-Strýcovou vyhrála opět v červenci 2012, tentokrát na palermském Internazionali Femminili di Palermo poté, co v boji o titul zdolaly chorvatsko-maďarský pár Darija Juraková a Katalin Marosiová. Ještě předtím v dubnu 2011 přivezla vítězný pohár z marockého Fesu, kde se odehrával jediný ženský turnaj sezóny WTA Tour na africkém kontinentu nazvaný Grand Prix de SAR La Princesse Lalla Meryem. Spoluhráčkou jí byla opět krajanka Andrea Hlaváčková. Ve finále předchozího ročníku 2010 marockého turnaje s Hradeckou podlehla česko-španělské dvojici Iveta Benešová a Anabel Medinaová Garriguesová.
V červenci 2019 vyhrála obnovený turnaj WTA Tour Palermo Ladies Open ve dvojici s Cornelií Listerovou ze Švédska.

### Grand Slam
Na turnajích Grand Slamu došla ve dvouhře nejdále do druhého kola Australian Open 2007, kde jako kvalifikantka přehrála Rusku Anastasii Rodionovovou, ale poté nestačila na italskou nasazenou třicítku Tathianu Garbinovou.
V ženské čtyřhře se probojovala do semifinále Wimbledonu 2017, kde se její spoluhráčkou stala Japonka Makoto Ninomijová. Ve třetím kole vyřadily pátou nasazenou dvojici Lucie Hradecká a Kateřina Siniaková a ve čtvrtfinále přešly přes francouzsko-ruský pár Kristina Mladenovicová a Světlana Kuzněcovová. V dramatickém třísetovém boji pak podlehly turnajovým devítkám Čan Chao-čching s Monicou Niculescuovou až v závěru třetí sady poměrem gamů 7–9. Třetí kola si zahrála nejprve s Dájou Bedáňovou ve Wimbledonu 2003, když ve druhé fázi vyřadily turnajové devítky Danielu Hantuchovou a Chandu Rubinovou, aby skončily na raketách osmého nasazeného páru Světlana Kuzněcovová a Martina Navrátilová. Podruhé se do třetího kola probojovala s Klárou Zakopalovou na French Open 2012, kde podlehly turnajovým dvojkám Peschkeové se Srebotnikovou ve dvou sadách.

## Finále na okruhu WTA Tour

### Čtyřhra: 21 (11–10)
| Legenda                                    |
| ------------------------------------------ |
| Grand Slam (0)                             |
| Turnaj mistryň (0)                         |
| Tier I / Premier Mandatory & Premier 5 (0) |
| Tier II / Premier (0)                      |
| Tier III, IV & V / International (11–10)   |

| Stav       | č.  | datum             | turnaj                          | kategorie     | povrch | spoluhráčka                | soupeřky ve finále                       | výsledek        |
| ---------- | --- | ----------------- | ------------------------------- | ------------- | ------ | -------------------------- | ---------------------------------------- | --------------- |
| Vítězka    | 1.  | 10. listopad 2002 | Pattaya City, Thajsko           | Tier V        | tvrdý  | Kelly Ligganová            | Tatiana Panovová Lina Krasnorucká        | 7–5, 7–67       |
| Finalistka | 1.  | 30. červenec 2006 | Budapešť, Maďarsko              | Tier IV       | antuka | Lucie Hradecká             | Michaëlla Krajiceková Janette Husárová   | 4–6, 6–4, 6–4   |
| Vítězka    | 2.  | 24. září 2006     | Portorož, Slovinsko             | Tier IV       | tvrdý  | Lucie Hradecká             | Émilie Loitová Eva Birnerová             | bez boje        |
| Vítězka    | 3.  | 29. červenec 2007 | Bad Gastein, Rakousko           | Tier III      | antuka | Lucie Hradecká             | Vladimíra Uhlířová Ágnes Szávayová       | 6–3, 7–5        |
| Vítězka    | 4.  | 23. září 2007     | Portorož, Slovinsko (2)         | Tier IV       | tvrdý  | Lucie Hradecká             | Andreja Klepačová Jelena Lichovcevová    | 5–7, 6–4, 10–7  |
| Finalistka | 2.  | 4. listopadu 2007 | Québec, Kanada                  | Tier III      | tvrdý  | Stéphanie Duboisová        | Raquel Kops-Jonesová Christina Fusanová  | 6–2, 7–6(8–6)   |
| Vítězka    | 5.  | 1. srpen 2009     | Istanbul, Turecko               | International | tvrdý  | Lucie Hradecká             | Julia Görgesová Patty Schnyderová        | 2–6, 6–3, 12–10 |
| Finalistka | 3.  | 25. říjen 2009    | Lucemburk, Lucembursko          | International | tvrdý  | Vladimíra Uhlířová         | Iveta Benešová B. Záhlavová-Strýcová     | 1–6, 6–0, 10–7  |
| Finalistka | 4.  | 1. květen 2010    | Fés, Maroko                     | International | antuka | Lucie Hradecká             | Iveta Benešová A. Medinaová Garriguesová | 6–3, 6–1        |
| Finalistka | 5.  | 10. červenec 2010 | Bastad, Švédsko                 | International | antuka | Barbora Záhlavová-Strýcová | Gisela Dulková Flavia Pennettaová        | 7–60, 6–0       |
| Vítězka    | 6.  | 17. říjen 2010    | Linz, Rakousko                  | International | tvrdý  | Barbora Záhlavová-Strýcová | Květa Peschkeová Katarina Srebotniková   | 7–5, 7–6(8–6)   |
| Vítězka    | 7.  | 24. duben 2011    | Fés, Maroko                     | International | antuka | Andrea Hlaváčková          | Nina Bratčikovová Sandra Klemenschitsová | 6–3, 6–4        |
| Vítězka    | 8.  | 15. červenec 2012 | Palermo, Itálie                 | International | antuka | Barbora Záhlavová-Strýcová | Darija Juraková Katalin Marosiová        | 7–6(7–5), 6–4   |
| Vítězka    | 9.  | 6. říjen 2014     | Ósaka, Japonsko                 | International | tvrdý  | Šúko Aojamová              | Lara Arruabarrenová Tatjana Mariová      | 6–1, 6–2        |
| Finalistka | 6.  | 5. ledna 2015     | Auckland, Nový Zéland           | International | tvrdý  | Šúko Aojamová              | Sara Erraniová Roberta Vinciová          | 2–6, 1–6        |
| Finalistka | 7.  | 21. května 2016   | Norimberk, Německo              | International | antuka | Šúko Aojamová              | Kiki Bertensová Johanna Larssonová       | 3–6, 4–6        |
| Finalistka | 8.  | 26. září 2016     | Taškent, Uzbekistán             | International | tvrdý  | Demi Schuursová            | Raluca Olaruová İpek Soyluová            | 5–7, 3–6        |
| Finalistka | 9.  | 7. ledna 2017     | Auckland, Nový Zéland           | International | tvrdý  | Demi Schuursová            | Kiki Bertensová Johanna Larssonová       | 2–6, 2–6        |
| Vítězka    | 10. | 5. srpna 2017     | Washington, D.C., Spojené státy | International | tvrdý  | Šúko Aojamová              | Eugenie Bouchardová Sloane Stephensová   | 6–3, 6–2        |
| Finalistka | 10. | 5. ledna 2019     | Šen-čen, Čína                   | International | tvrdý  | Tuan Jing-jing             | Pcheng Šuaj Jang Čao-süan                | 4–6, 3–6        |
| Vítězka    | 11. | 27. července 2019 | Palermo, Itálie                 | International | antuka | Cornelia Listerová         | Jekatěrine Gorgodzeová Arantxa Rusová    | 7–6(7–2), 6–2   |

## Finále série WTA 125

### Čtyřhra: 8 (3–5)
| Legenda       |
| ------------- |
| WTA 125 (3–5) |

| Stav       | č. | datum              | turnaj               | povrch    | spoluhráčka         | soupeřky ve finále                      | výsledek              |
| ---------- | -- | ------------------ | -------------------- | --------- | ------------------- | --------------------------------------- | --------------------- |
| Vítězka    | 1. | 9. listopadu 2014  | Limoges, Francie     | tvrdý (h) | Kateřina Siniaková  | Tímea Babosová Kristina Mladenovicová   | 6–2, 2–6, [5–10]      |
| Finalistka | 8. | 14. listopadu 2016 | Limoges, Francie     | tvrdý (h) | Anna Smithová       | Mandy Minellaová Elise Mertensová       | 4–6, 4–6              |
| Vítězka    | 2. | 11. června 2017    | Bol, Chorvatsko      | antuka    | Čuang Ťia-žung      | Lina Gjorčeská Aleksandrina Najdenovová | 6–4, 6–2              |
| Finalistka | 2. | březen 2019        | Guadalajara, Mexiko  | tvrdý     | Cornelia Listerová  | Maria Sanchezová Fanny Stollárová       | 5–7, 1–6              |
| Finalistka | 3. | červen 2019        | Bol, Chorvatsko      | tvrdý     | Cornelia Listerová  | Timea Bacsinszká Mandy Minellaová       | 6–0, 6–7(3–7), [4–10] |
| Vítězka    | 3. | srpen 2019         | Karlsruhe, Německo   | antuka    | Lara Arruabarrenová | Chan Sin-jün Jüan Jüe                   | 6–7(2–7), 6–4, [10–4] |
| Finalistka | 4. | září 2022          | Budapešť, Maďarsko   | antuka    | Jesika Malečková    | Anna Bondárová Kimberley Zimmermannová  | 3–6, 6–2, [5–10]      |
| Finalistka | 5. | červen 2023        | Makarska, Chorvatsko | antuka    | Anna Sisková        | Ingrid Neelová Wu Fang-sien             | 3–6, 5–7              |

## Tituly na okruhu ITF
| Dotace turnajů okruhu ITF | Dotace turnajů okruhu ITF |
| ------------------------- | ------------------------- |
| 100 000 $ tournaments     | 80 000 $ tournaments      |
| 75 000 $ tournaments      | 60 000 $ tournaments      |
| 50 000 $ tournaments      | 25 000 $ tournaments      |
| 15 000 $ tournaments      | 10 000 $ tournaments      |

### Dvouhra (15 titulů)
| Č.  | rok  | turnaj                           | povrch    | poražená finalistka      | výsledek       |
| --- | ---- | -------------------------------- | --------- | ------------------------ | -------------- |
| 1.  | 2001 | Ciudad de México, Mexiko         | tvrdý     | Fabiola Zuluagová        | 6–1, 7–6       |
| 2.  | 2005 | Amiens, Francie                  | antuka    | Karla Mrazová            | 4–6, 6–2, 6–3  |
| 3.  | 2006 | Stuttgart, Německo               | tvrdý     | Jana Juricová            | 6–2, 6–4       |
| 4.  | 2006 | Fontanafredda, Itálie            | antuka    | Margalita Čachnašviliová | 6–3, 6–3       |
| 5.  | 2007 | Gdyně, Polsko                    | antuka    | Liana Ungurová           | 6–4, 6–4       |
| 6.  | 2009 | Podgorica, Černá Hora            | antuka    | Ana Timotićová           | 7–5, 2–1skreč  |
| 7.  | 2010 | Civitavecchia, Itálie            | antuka    | Anna Florisová           | 6–3, 6–3       |
| 8.  | 2010 | Káhira, Egypt                    | antuka    | Audrey Bergotová         | 6–3, 6–4       |
| 9.  | 2010 | Biella, Itálie                   | antuka    | Zuzana Ondrášková        | 6–4, 6–2       |
| 10. | 2010 | Záhřeb, Chorvatsko               | antuka    | Magda Linetteová         | 6–1, 4–6, 6–4  |
| 11. | 2010 | Přerov, Česko                    | tvrdý     | Claire Feuersteinová     | 4–6, 6–3, 7–5  |
| 12. | 2012 | Černá Hora                       | antuka    | Maria Elena Camerinová   | 3–6, 6–2, 6–0  |
| 13. | 2012 | Loughborough, Spojené království | tvrdý (h) | Julia Kimmelmannová      | 7–5, 66-7, 6–3 |
| 14. | 2012 | Edgbaston                        | tvrdý (h) | Harriet Dartová          | 6–4, 6–2       |
| 15. | 2013 | Caserta, Itálie                  | antuka    | Beatriz Haddad Maiová    | 6–4, 6–1       |

## Postavení na konečném žebříčku WTA

### Dvouhra
| Rok    | 2000 | 2001   | 2002   | 2003   | 2004   | 2005   | 2006   | 2007   | 2008   | 2009   | 2010  | 2011   | 2012   | 2013   | 2014   | 2015   | 2016   | 2017 | 2018 | 2019   | 2020–2024 |
| Pořadí | 750. | ▲ 243. | ▲ 131. | ▼ 132. | ▼ 569. | ▲ 281. | ▲ 165. | ▲ 109. | ▼ 137. | ▲ 135. | ▲ 82. | ▼ 163. | ▼ 298. | ▲ 194. | ▲ 171. | ▼ 242. | ▼ 643. | —    | 693. | ▲ 627. | —         |

### Čtyřhra
| Rok    | 2001 | 2002   | 2003  | 2004   | 2005   | 2006  | 2007  | 2008  | 2009  | 2010  | 2011  | 2012  | 2013  | 2014  | 2015  | 2016  | 2017  | 2018   | 2019  | 2020  | 2021  | 2022   | 2023   | 2024   |
| Pořadí | 412. | ▲ 129. | ▲ 82. | ▼ 206. | ▲ 161. | ▲ 90. | ▲ 43. | ▼ 65. | ▲ 61. | ▲ 52. | ▼ 58. | ▼ 68. | ▼ 87. | ▲ 60. | ▼ 86. | ▲ 65. | ▲ 30. | ▼ 111. | ▲ 51. | ▼ 62. | ▼ 79. | ▼ 107. | ▼ 163. | ▼ 513. |